# 輸出志向型工業化
輸出指向型工業化（ゆしゅつしこうがたこうぎょうか、Export-oriented industrialization）とは発展途上国が世界市場への進出を目指して、工業化を進める際、低賃金労働力を背景に自国への外資系企業の誘致を促し、労働集約的な製品の生産および輸出を行う政策のこと。自国への外資系企業の参入を容易にするため、保護政策を撤廃するなど国内の基盤整備が必要となる。1980年代以降、アジア経済の高成長の一因となった。